# Фишер, Карин
Кари́н Фи́шер (нем. Karin Fischer; род. 7 января 1972, Фюссен, Бавария) — немецкая кёрлингистка.
В составе женской сборной Германии участница зимних Олимпийских игр 2002 года.

## Достижения
- Чемпионат мира по кёрлингу среди женщин: серебро (1993), бронза (1984, 1994).

## Команды
| Сезон   | Четвёртый        | Третий                   | Второй                   | Первый          | Запасной          | Турниры            |
| ------- | ---------------- | ------------------------ | ------------------------ | --------------- | ----------------- | ------------------ |
| 1991—92 | Йозефине Айнсле  | Петра Чеч-Хильтенсбергер | Элизабет Лендле          | Карин Фишер     | Альмут Хеге-Шёлль | ЧМ 1992 (8 место)  |
| 1992—93 | Джанет Стрейер   | Йозефине Айнсле          | Петра Чеч-Хильтенсбергер | Карин Фишер     | Элизабет Лендле   | ЧМ 1993            |
| 1993—94 | Йозефине Айнсле  | Петра Чеч-Хильтенсбергер | Элизабет Лендле          | Карин Фишер     | Михаэла Грайф     | ЧЕ 1993 (6 место)  |
| 1993—94 | Йозефине Айнсле  | Михаэла Грайф            | Карин Фишер              | Элизабет Лендле | Сабина Вебер      | ЧМ 1994            |
| 1999—00 | Петра Чеч        | Даниэла Йенч             | Карин Фишер              | Геза Ангрик     | Элизабет Лендле   | ЧМ 2000 (6 место)  |
| 2001—02 | Натали Несслер   | Сабина Белькофер         | Хайке Вилендер           | Андреа Шток     | Карин Фишер       | ЗОИ 2002 (5 место) |
| 2004—05 | Натали Несслер   | Андреа Шток              | Сабина Белькофер-Крёнерт | Карин Фишер     |                   |                    |
| 2006—07 | Йозефине Оберман | Зина Фрай                | Карин Фишер              | Катя Вайссер    |                   |                    |

(скипы выделены полужирным шрифтом)